# Slobozia
För andra betydelser, se Slobozia (olika betydelser).

Katedralen i Slobozia

Slobozia är en stad i Ialomița i Rumänien. Slobozia är huvudort i Ialomița. Slobozia har cirka 48 200 invånare. Orten ligger i sydöstra Rumänien öster om Bukarest och ligger mellan huvudstaden och Svarta havet. Slobozia ligger också nära sjön Amara.